# Stefan Aszkowski
Stefan Aszkowski (mac. Стефан Ашковски, ur. 24 lutego 1992 w Skopju) – macedoński piłkarz występujący na pozycji obrońcy lub pomocnika w klubie  PAS Lamia.

## Kariera klubowa
Wychowanek klubu FK Metałurg Skopje. Następnie trenował w drużynach młodzieżowych Wardaru Skopje. W 2010 roku rozpoczął karierę na poziomie seniorskim w barwach serbskiego FK Teleoptik, dla którego w latach 2010–2012 rozegrał w Prvej Lidze 57 spotkań i zdobył 5 bramek. Latem 2012 roku podpisał czteroletni kontrakt z FK Partizan prowadzonym przez Vladimira Vermezovicia. 11 listopada 2012 zaliczył jedyny mecz w Super Lidze w wygranym 2:0 spotkaniu przeciwko FK Radnički 1923. Ze względu na niewielkie szanse na grę w pierwszym zespole w sezonie 2013/14 został wypożyczony do innych klubów serbskiej ekstraklasy: FK Donji Srem a następnie w rundzie wiosennej do FK Napredak Kruševac, gdzie notował regularne występy.
W lipcu 2014 roku wypożyczono go na 6 miesięcy do mistrza Norwegii Strømsgodset IF, który obserwował go podczas gry w reprezentacji Macedonii U-21. Pomimo iż klub zmagał się z urazami dwóch podstawowych obrońców, nie zaliczył on w Tippeligaen żadnego spotkania, grając jedynie w zespole trzecioligowych rezerw. W styczniu 2015 roku na zasadzie półrocznego wypożyczenia został piłkarzem KF Shkëndija, szukającej zastępstwa dla Jani Urdinowa. 14 kwietnia zadebiutował w 1. MFL w meczu przeciwko macierzystemu FK Metałurg Skopje (2:2); ogółem w rundzie wiosennej sezonu 2014/15 zanotował 5 ligowych występów. Przed sezonem 2015/16 przeniósł się na roczne wypożyczenie do FK Novi Pazar. W III kolejce rozgrywek zdobył on 2 bramki oraz wywalczył rzut karny, wykorzystany przez Predraga Pavlovicia w wygranym 3:2 spotkaniu z FK Partizan. Łącznie rozegrał dla FK Novi Pazar 14 meczów, w których zdobył 3 gole. W październiku 2015 roku doznał złamania żuchwy i zmuszony był poddać się operacji chirurgicznej, przez co powrócił we wcześniejszym terminie do FK Partizan.
W styczniu 2016 roku rozwiązał polubownie swój kontrakt i na zasadzie wolnego transferu odszedł do tureckiego zespołu Kayseri Erciyesspor. Rozegrał tam 12 ligowych spotkań i zdobył 1 bramkę, a Kayseri po zakończeniu sezonu 2015/16 zajęło przedostatnią lokatę w tabeli i zostało relegowane z TFF 1. Lig. W połowie 2016 roku Aszkowski został graczem Fortuny Sittard (Eerste Divisie). W lutym 2017 roku wypożyczono go do końca sezonu 2016/17 do Górnika Łęczna. 3 marca 2017 rozegrał jedyny mecz w Ekstraklasie w przegranym 1:2 spotkaniu z Koroną Kielce, w którym pojawił się na boisku w 74. minucie, wchodząc za Piotra Grzelczaka. Po zakończeniu rozgrywek Górnik spadł do I ligi, a on sam powrócił do Fortuny, gdzie występował przez kolejny rok. We wrześniu 2018 roku związał się dwuletnią umową ze Sławią Sofia. 16 września zadebiutował w A PFG w meczu przeciwko Botewowi Płowdiw, zakończonym bezbramkowym remisem. W kwietniu 2019 roku, po porażce 2:3 z Septemwri Sofia, klub z powodu niezadowalającej formy sportowej zerwał jego kontrakt. Ogółem zanotował on w bułgarskiej ekstraklasie 16 gier, żadnej w pełnym wymiarze czasowym. Przed sezonem 2019/20 został zawodnikiem FC Botoșani. 13 lipca 2019 zaliczył pierwszy występ w Liga I przeciwko Astrze Giurgiu (2:2).

## Kariera reprezentacyjna
W latach 2008–2014 występował w młodzieżowych reprezentacjach Macedonii w kategorii U-17, U-19 oraz U-21.
W sierpniu 2015 roku otrzymał od Ljubinko Drulovicia pierwsze powołanie do seniorskiej reprezentacji Macedonii na mecze kwalifikacji Mistrzostw Europy 2016 przeciwko Luksemburgowi i Hiszpanii. 5 września zadebiutował w drużynie narodowej w przegranym 0:1 meczu z Luksemburgiem, wchodząc na boisko w 80. minucie spotkania za Agima Ibraimiego.

## Życie prywatne
Posiada paszport macedoński i bułgarski.